# Venlo (naam)

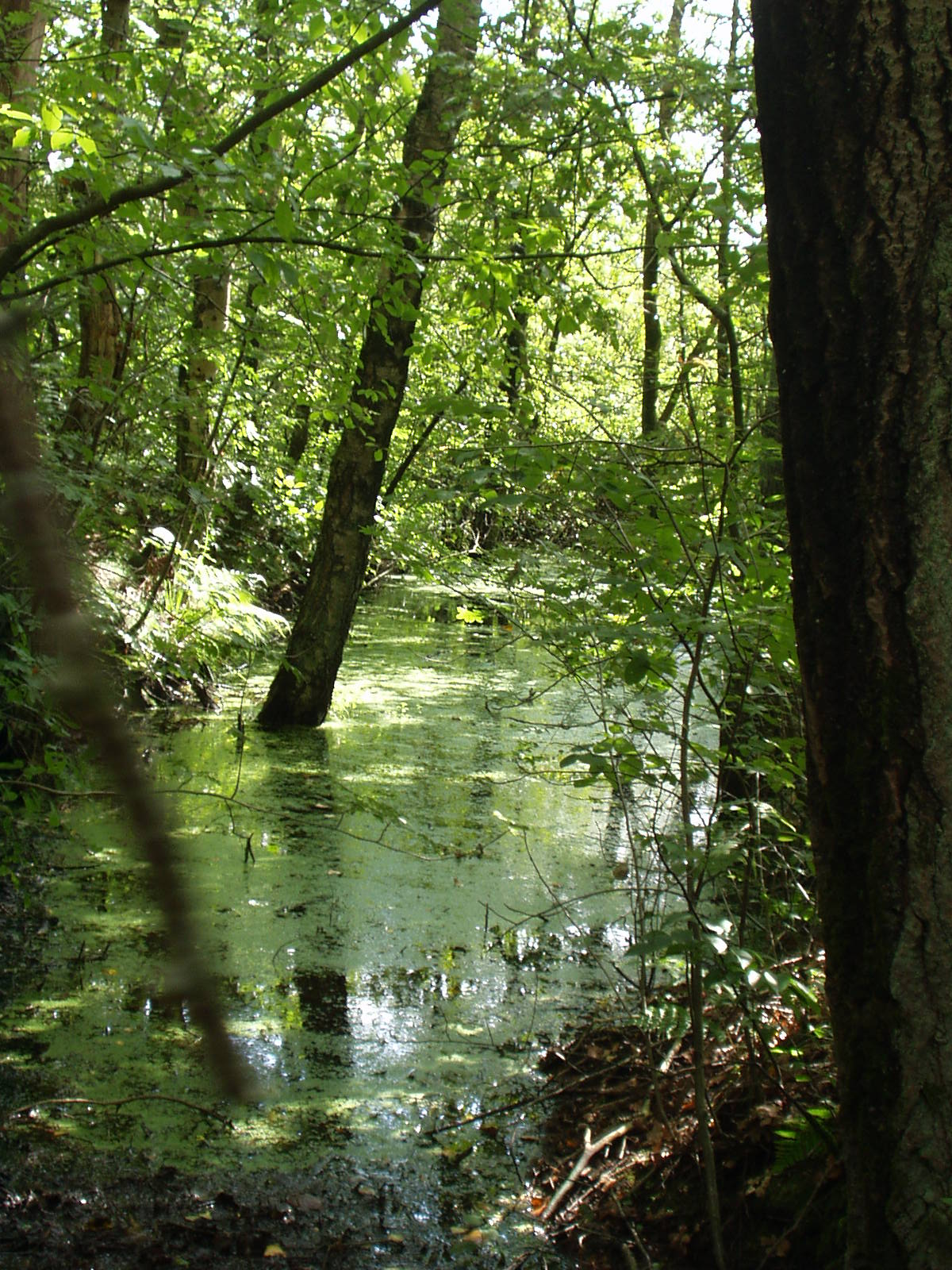
Veenmoeras

De naam Venlo is al geattesteerd in de vroege middeleeuwen. Over de ouderdom van de Nederlandse plaats zelf bestaan nieuwe inzichten.  Zij heeft namelijk een Romeinse voorganger. Volgens de stadsarcheoloog van Venlo, Maarten Dolmans, is het zeer aannemelijk dat de Romeinse legerplaats Sablones precies in Venlo gesitueerd moet worden, en niet, zoals eerder werd aangenomen, in het naburige Kaldenkerken.
Op de naam van het latere Venlo heeft die Romeinse naam geen invloed gehad. De herkomst en de betekenis van de naam Venlo lijken etymologisch ook niet bijzonder problematisch. Toch bestaan ook daar door onderzoek van Ward van Osta verrassende nieuwe inzichten over. Volgens Van Osta  betekent Venlo zoveel als '(nederzetting) aan de veenpoelen, aan de veenmoerassen'.

## Etymologie
In een vroegere vorm wordt Venlo voor het eerst vermeld rond het jaar 1000 (Camps 1993: 8; ca. 1100 bij Künzel 1989: 367, evenzo bij Van Berkel 1995: 241)  als  Uennelon (De begin-U is hier een schrijfwijze voor de V).  Volgende vermeldingen zijn:
- 1170:  (kop. 16e eeuw)  Venla (Künzel 367, Van Berkel 241),
- 1262: Venle (Hermans 1990:20), 1270 Venle, Venela (ibid.), 1272 Venle (Camps 1979: 425-426, Linssen 1961:2), Venlo (Van Berkel 241),
- 1343:  Venle (stadsakte, Camps 1993:16),
- 1586:  Vendtloo, Vendloo, Vendlo, Venloo (Beschrijvinghe),
- 1653:  Venloo (Van Slichtenhorst 60), Venloe (idem 61-129).

De oudst geattesteerde vorm  Uennelon is een datief meervoud (De Vries 1961: 258 en Künzel 1989: 367). De naam is een  samenstelling waarin "venne" en "lo" te herkennen zijn. Deze twee elementen betekenen hier echter niet wat men voor "ven" wel zou kunnen denken op grond van het moderne woordbeeld, en voor "lo" wat men in andere toponiemen vaak aantreft. Bij de naam Venlo betekenen deze elementen dus niet 'waterplas in de heide' respectievelijk 'bos', zoals toch vrijwel algemeen wordt aangenomen (De Vries 1961: 151, 258; Künzel 1989: 63 passim, 367; Camps 1993: 8; Claes 1991: 1123, 2038-39, Van Berkel 1995: 140, 241).

### Het eerste woorddeel: "ven-"
Het woorddeel ‘"Ven-" is een oudere vorm voor "veen". Het Middelnederlands Woordenboek  geeft zowel vene (veen) als voor venne de betekenis 'veen, veengrond, veenland, moerassige weide etc.' In het Middelnederlands van ca. 1000 luidde het woord voor 'veen, moeras, etc.' in de nominatief věne en in de datief venne, maar vanaf ca. 1100 luidde het in de nominatief vēne en in de datief venne. Reeds in de 12de eeuw ontstaan hieruit twee woorden, vene en venne, beide met de betekenis 'veen, veenland, moerasland'. De twee woorden werden echter niet door elkaar gebruikt, maar waren duidelijk geografisch gespreid. Vene werd gebruikt werd in het noorden, dat wil zeggen het grootste deel van het huidige Nederland, en venne in het zuiden, dat wil zeggen Nederlandstalig België en zuidoostelijk Nederland. Het woord vēne-venne betekende in beide vormen oorspronkelijk 'veenland, moerasland etc.' en men gebruikte het woord dus een entiteit in het landschap te benoemen: men sprak van het hout (d.i. bos), de heide, de akker, het veen etc., en die terreinwoorden traden vaak op in de datief: aan het bos, in het bos, op de heide, aan het veen etc. Later echter ontstaat er een geografisch bepaalde betekenisdifferentiatie, waarbij het woord venne, ven in het zuidelijk en zuidoostelijk gebied 'ven, heideplas' ging betekenen. In de plaatsnaam Venlo speelt dat nog niet. Daar vinden we nog het woord met zijn oorspronkelijke betekenis.

### Het tweede woorddeel: "-lo"
Men kan in het Nederlands twee etymologisch en semantisch verschillende woorden lo onderscheiden, die beide topografische termen zijn. Het zijn twee woorden van totaal verschillende oorsprong die beide echter tot lo evolueerden. 
- Ten eerste is er het lo waarvan men lang gedacht heeft dat het zoiets als 'bos' moet hebben betekend, maar waarvan men later is gaan inzien dat de oorspronkelijke betekenis meer bepaald 'open plaats in het bos' (Mnl. lō, teruggaand op een Germaanse oervorm *lauha).

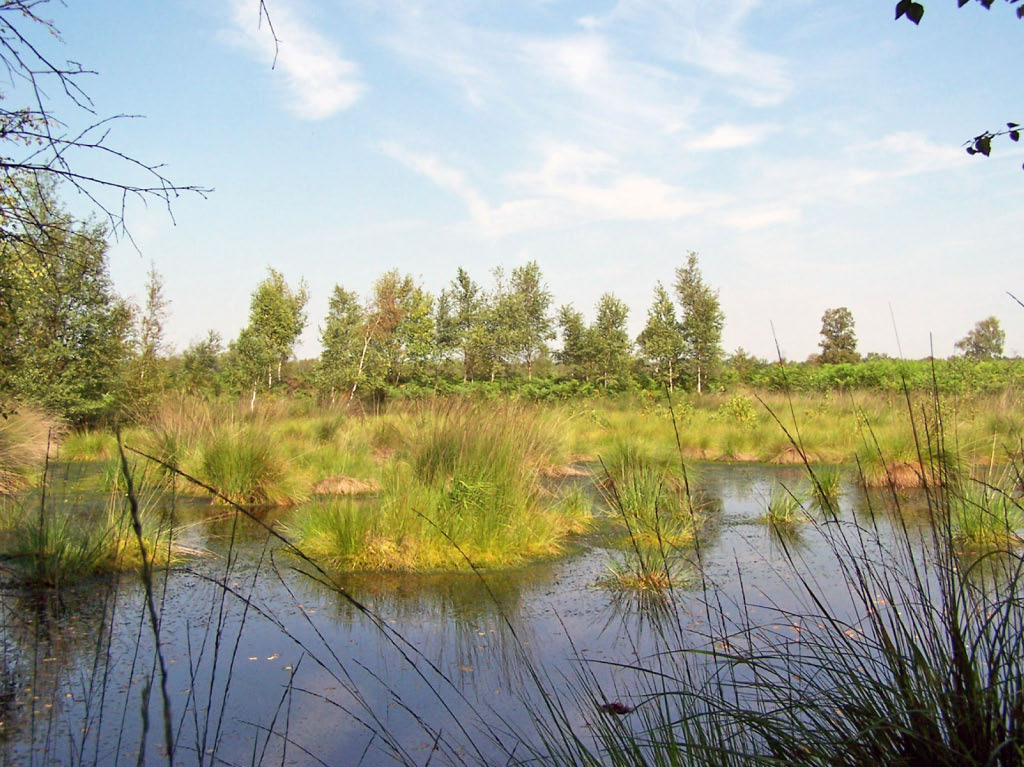
Veenpoel

- Daarnaast is er een tweede lo, dat in een ruim gebied bekend geweest is met de betekenis 'poel, plas, moeras, zompig gebied', later ook 'natte weide', en dgl. De etymologie van dit lo is lang duister gebleven maar Van Osta heeft aannemelijk gemaakt dat het woord etymologisch identiek is aan het Latijnse lacus en dat men voor het Germaans moet uitgaan van *lahwa , nl. lo, looi, louw met de betekenis: oorspronkelijk 'plas, poel' en later eventueel 'moeras, drassige grond, natte weide' etc. Dit tweede lo duidde oorspronkelijk een natuurlijke waterplas aan, juist wat wij thans gewoonlijk een ven noemen.  Lo-namen zijn vooral bijzonder talrijk zijn in het gebied waar Mnl. venne de betekenis 'heideplas' ontwikkelde. Dat lo als appellatief uit de taal verdween kan worden verklaard doordat het moderne 'poel' dit oudere lo ('poel') heeft verdrongen.

Van Slichtenhorst (1653:60) had het dus bij het rechte eind toen  hij in 1653 vermoedde dat Venlo wellicht genoemd is 'na sijn turfachtighen en veenighen grond'. Zo is Van Osta's etymologie van deze plaatsnaam ook in historisch en geografisch opzicht beter begrijpelijk dan de eerder gangbare verklaringen, omdat 'aan de veenpoelen' of 'aan de veenmoerassen' voor Venlo meer zin heeft dan 'aan de veenbossen' of 'aan de open plaatsen in het bos met veen'. Bovendien past die naam beter in de oude topografie van Venlo. Deze nederzetting kwam tot stand in een streek die rijk was aan veengebieden en nabij een uitgestrekt veen. (Zie bijvoorbeeld de kaart in Van Slichtenhorst 1653: 58 en Camps 1993: 70.)